# Святополк Ізяславич
Святопо́лк II Ізясла́вич (д.-рус. Свѧтополкъ Изѧславичь; 8 листопада 1050 — 16 квітня 1113) — руський князь із династії Рюриковичів. Великий князь київський (1093–1113). Князь полоцький (1070—1071), новгородський (1078—1088) і турівський (1088—1093). Син Ізяслава Ярославовича (Великого князя Київського, якого 1075 р. було проголошено Королем Русі), онук Ярослава Мудрого. Зять половецького хана Тугоркана (з 1094). Після отримання київського престолу був змушений відбивати майже щорічні напади половців. У 1103—1111 роках разом із Володимиром Мономахом провів низку переможних походів в Половецькій землі. Провів Любецький (1097) і Витечівський з'їзди (1100), які вгамували протиріччя між руськими князями. Був непопулярний серед киян. Після його смерті спалахнуло Київське повстання, яке приборкав Володимир Мономах.

## Імена
- Святопо́лк Ізясла́вич — традиційне написання в українській історіографії. У «Повісті временних літ» зустрічається різний запис імені (д.-рус. Свѧтополкъ, Ст҃ополкъ).
- Святопо́лк-Миха́йло Ізясла́вич[1] — за хрещеним ім'ям «Михайло», на честь архистратига Михаїла.
- Святопо́лк ІІ — в західній історіографії, згідно з західноєвропейською традицією іменування монархів.

## Біографія

### Ранні роки
У 1069 році батько Святополка, Великий князь Ізяслав, посадив Святополка княжити у Полоцьку замість померлого Мстислава. У 1071 році князь Всеслав Брячиславич повернув собі полоцький престол. Наступні два роки Святополк перебував у Києві разом з батьком, а потім, коли у 1073 році Ізяслав Ярославич був скинутий з престолу, Святополк перебував разом з ним у вигнанні. У 1078 році почав княжити у Новгороді, посівши місце князя Гліба Святославича. У 1088 році покинув новгородський престол та почав княжити у Турові, що входив до спадщини батька.

### Велике княжіння
У 1093 році у Києві помер дядько Святополка Ізяславича, князь Всеволод Ярославич. Його син, князь Володимир Мономах, мав змогу захопити престол у Києві. Проте він не зробив цього, щоб уникнути міжусобної війни та дотриматися порядку успадкування престолу, встановленого Ярославом Мудрим. Таким чином, Святополк Ізяславич посів великокняжий престол 24 квітня 1093. 

#### Половецькі війни
На час панування Святополка II припадає особливе посилення половецьких нападів на Русь (хан Боняк, у союзі з яким були чернігівські князі Святославичі).

##### Війна 1093—1094
У квітні-травні 1093 року, не порадившись зі старшою дружиною батька, Святополк Ізяславич ув'язнив половецьких послів, які вимагали відкупу за мир після смерті Всеволода Ярославича. Це спричинило похід половців на Русь під проводом ханів Тугоркана і Боняка. Коли нападники взяли у облогу Торчеськ, київський князь повернув послів, але половці відмовилися миритися. Не маючи належного війська князь попросив допомоги у чернігівського князя Володимира Мономаха і переяславського князя Ростислава Всеволодовича. У Києві Святополк і Володимир розсварилися — перший прагнув війни, другий — миру; тим не менш усі три князі рушили на ворога й прибули до Треполя. Вирішальна битва відбулася 26 травня на річці Стугна, в якій руси зазнали нищівної поразки. Святополк втік до Треполя, а в ніч на 27 травня повернувся до Києва. 23 липня того ж року київський князь вдруге спробував спинити половців, але знову був розбитий у битві на Желяні. 1094 року Святополк учинив із кочівниками мир і одружився із дочкою Тугоркана.
Але це не припинило половецьких нападів, під час яких знищено передмістя Києва (1096). У 1095 році Святополк разом із Володимиром Мономахом завдав поразки половцям, а в наступному році вів війну з чернігівським князем Олегом Святославичем, який відмовився приїхати до Києва на з'їзд князів.
Половецька загроза та княжі усобиці призвели до скликання княжих з'їздів, зокрема (Любецького 1097, під час якого князі визнали принцип, за яким кожен із них повинен був володіти землею, виділеною йому батьком, що узаконювало роздроблення Київської держави на окремі спадкові князівства. Незабаром, незважаючи на рішення з'їзду, Святополк не перешкодив Давиду Ігоровичу захопити та осліпити теребовльського князя Василька Ростиславича. У 1098 за підтримки Володимира Мономаха захопив Володимир-Волинський і вигнав звідти князя Давида Ігоровича.

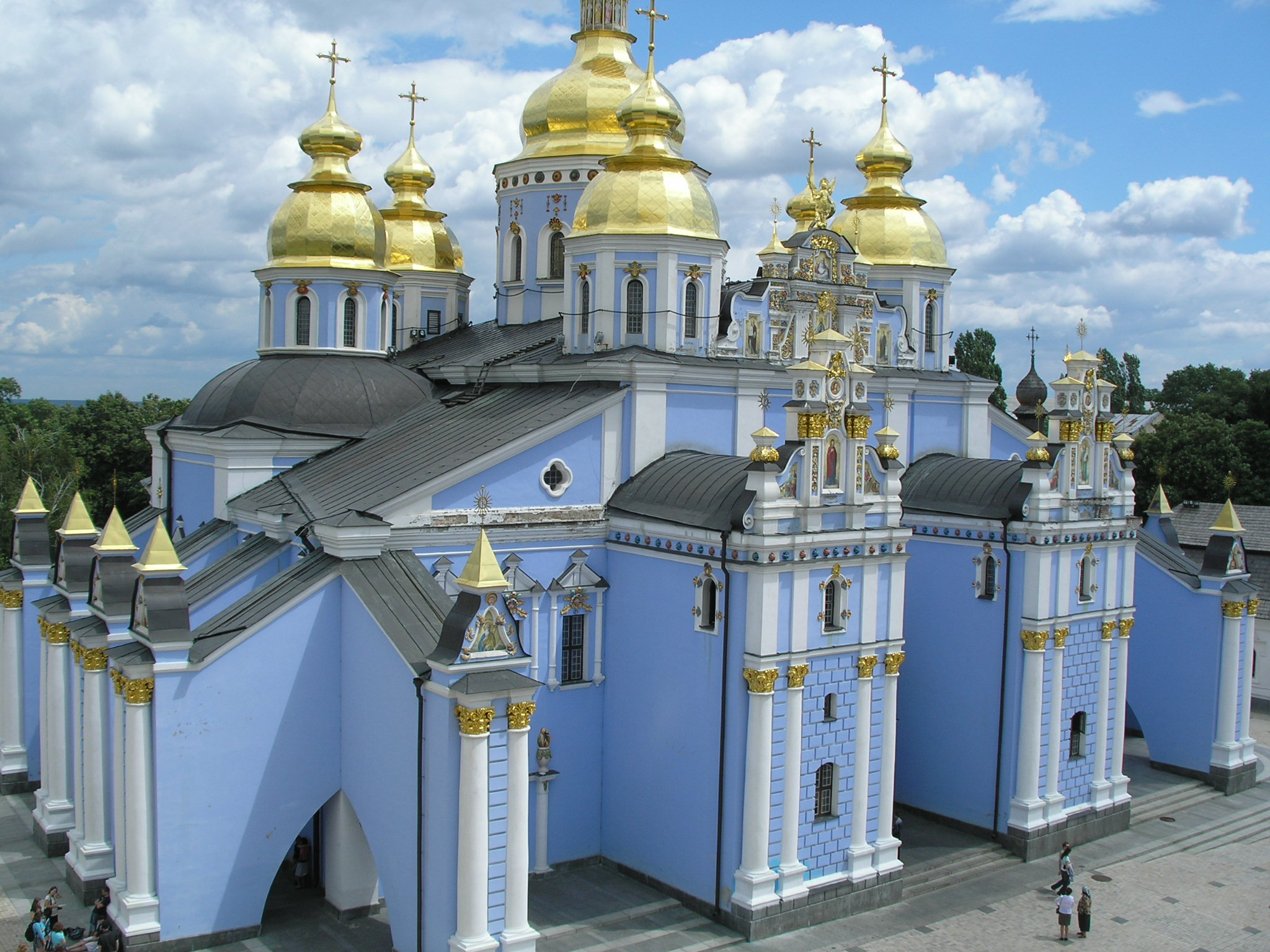
Михайлівський золотоверхий собор

#### Внутрішня політика
Святополк був учасником Витичівського з'їзду, Золотчанського з'їзду і Долобського з'їзду. Разом із Володимиром Мономахом Святополк удвох із сином своїм Ярославом брав участь у переможних боях з половцями (1110 і 1111), у яких здобуто половецькі міста Шарукань і Сугров.
Святополк причетний до спекуляції сіллю і махінацій лихварів, що стало причиною Київського повстання 1113 року. За часів правління Святополка II збудовано Михайлівський Золотоверхий собор — перлину української архітектури XI століття.
Був похований в збудованій за його сприяння церкві Михайлівського Золотоверхого монастиря.

## Оцінки
У Татіщева Святополк має таку характеристику:
Сей великий князь на зріст був високий, сухий,  волосся рудувате і пряме, борода довга, зір гострий. Був читальником книг і  вельми пам’ятливим, і те, що було за багато літ, міг розказати, як написане.  Через недуги ж мало їв; і досить рідко, та й то через принуку інших, упивався. До війни охочим не був і хоча на кого скоро гнівався, але скоро [це] й забував. При цьому був вельми сріблолюбним і скупим, задля чого жидам багато вольностей супроти християн дав і через що багато християн торгу і ремесел було позбавлено. Наложницю свою взяв за жону, і так її любив, що без сліз на малий час розлучитися не міг, і, багато її слухаючись, від князів терпів ганьбу, а часто й шкоду зі співчуттям. І коли б Володимир його не охороняв, то Святославичі давно б позбавили його Києва
- Микола Котляр: «був слабким і непослідовним володарем, розпалював ворожнечу між князями»[9].

## Портрети

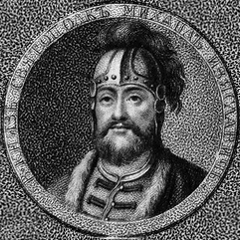
Святополк Ізяславич (Вільям Тук, «Історія Росії», 1800)
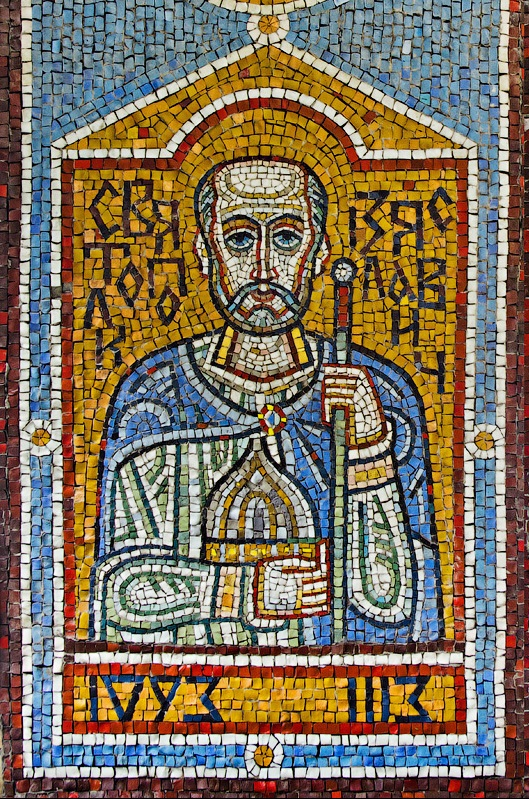
Святополк Ізяславич (станція Золоті Ворота, 1989)
Святополк Ізяславич (невідомо, ХІХ)

## Родина

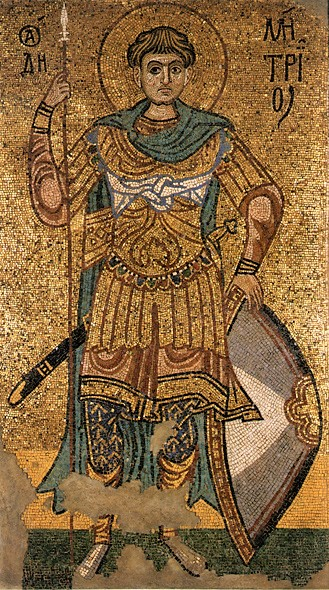
Мозаїка що зображає Св. Дмитрія, встановлена Святополком у Михайлівському соборі на честь святого покровителя свого батька

Перша дружина — ім'я невідоме. За одними даними нею була донька богемського князя Спитігнєва II, Від першої дружини мав трьох дітей:
- Збислава Святополківна (?—1113) — з 1103 року дружина польського князя Болеслава ІІІ Кривоустого.
- Предслава Святополківна (? — після 1104) — з 1104 року дружина угорського герцога Алмоша, брата короля Кальмана Книжника, мати Бели ІІ, угорського короля з 1131 року.
- Ярослав Святополкович (1072—1123) — князь Володимирський і Дорогобузький.

1094 року Святополк одружився вдруге. Дружина Олена Тугорканівна (донька половецького хана Тугоркана. З другою дружиною мав чотирьох дітей:
- Анна Святополківна (? — після 1136) — дружина волинського князя, святого Святослава Давидовича.
- Марія Святополківна — гіпотетчина донька Святополка за версією М. Баумгартена.
- Брячислав Святополкович (1104—1123) — князь Турівський.
- Ізяслав Святополкович (1107(?) — 1127) — князь Турівський.

Крім того у Святополка був син-бастард від наложниці:
- Мстислав Святополкович (?—1099) — князь володимирський (1099)

По іншим данним у Святополка було три дружини. Мати найстаршого сина померла близько 1094 року. У 1094 році князь одружився з дочкою половецького хана Тугоркана. Половчанка померла близько 1103 року. У 1104 році Святополк Ізяславич одружився втретє із візантійською принцесою Іриною-Варварою Комнен, дочкою Олексія I Комніна.

## Родовід
|  |                                                              |  |  |  |  |  |  |  |  |  |  |  |  |  |  |  |
|  | 8. Володимир, великий князь київський                        |  |  |  |  |  |  |  |  |  |  |  |  |  |  |  |
|  |                                                              |  |  |  |  |  |  |  |  |  |  |  |  |  |  |  |
|  |                                                              |  |  |  |  |  |  |  |  |  |  |  |  |  |  |  |
|  | 4. Ярослав Мудрий, великий князь київський                   |  |  |  |  |  |  |  |  |  |  |  |  |  |  |  |
|  |                                                              |  |  |  |  |  |  |  |  |  |  |  |  |  |  |  |
|  |                                                              |  |  |  |  |  |  |  |  |  |  |  |  |  |  |  |
|  | 9. Рогніда, княжна полоцька                                  |  |  |  |  |  |  |  |  |  |  |  |  |  |  |  |
|  |                                                              |  |  |  |  |  |  |  |  |  |  |  |  |  |  |  |
|  |                                                              |  |  |  |  |  |  |  |  |  |  |  |  |  |  |  |
|  | 2. Ізяслав Ярославич, великий князь київський                |  |  |  |  |  |  |  |  |  |  |  |  |  |  |  |
|  |                                                              |  |  |  |  |  |  |  |  |  |  |  |  |  |  |  |
|  |                                                              |  |  |  |  |  |  |  |  |  |  |  |  |  |  |  |
|  | 10. Улоф III Шетконунг, король Швеції                        |  |  |  |  |  |  |  |  |  |  |  |  |  |  |  |
|  |                                                              |  |  |  |  |  |  |  |  |  |  |  |  |  |  |  |
|  |                                                              |  |  |  |  |  |  |  |  |  |  |  |  |  |  |  |
|  | 5. Інгігерда, принцеса шведська                              |  |  |  |  |  |  |  |  |  |  |  |  |  |  |  |
|  |                                                              |  |  |  |  |  |  |  |  |  |  |  |  |  |  |  |
|  |                                                              |  |  |  |  |  |  |  |  |  |  |  |  |  |  |  |
|  | 11. Астрід Ободритська                                       |  |  |  |  |  |  |  |  |  |  |  |  |  |  |  |
|  |                                                              |  |  |  |  |  |  |  |  |  |  |  |  |  |  |  |
|  |                                                              |  |  |  |  |  |  |  |  |  |  |  |  |  |  |  |
|  | 1. Святополк Ізяславич, великий князь київський              |  |  |  |  |  |  |  |  |  |  |  |  |  |  |  |
|  |                                                              |  |  |  |  |  |  |  |  |  |  |  |  |  |  |  |
|  |                                                              |  |  |  |  |  |  |  |  |  |  |  |  |  |  |  |
|  | 12. Болеслав I Хоробрий, король польський                    |  |  |  |  |  |  |  |  |  |  |  |  |  |  |  |
|  |                                                              |  |  |  |  |  |  |  |  |  |  |  |  |  |  |  |
|  |                                                              |  |  |  |  |  |  |  |  |  |  |  |  |  |  |  |
|  | 6. Мешко II В'ялий, король польський                         |  |  |  |  |  |  |  |  |  |  |  |  |  |  |  |
|  |                                                              |  |  |  |  |  |  |  |  |  |  |  |  |  |  |  |
|  |                                                              |  |  |  |  |  |  |  |  |  |  |  |  |  |  |  |
|  | 13. Емнільда                                                 |  |  |  |  |  |  |  |  |  |  |  |  |  |  |  |
|  |                                                              |  |  |  |  |  |  |  |  |  |  |  |  |  |  |  |
|  |                                                              |  |  |  |  |  |  |  |  |  |  |  |  |  |  |  |
|  | 3. Гертруда Польська                                         |  |  |  |  |  |  |  |  |  |  |  |  |  |  |  |
|  |                                                              |  |  |  |  |  |  |  |  |  |  |  |  |  |  |  |
|  |                                                              |  |  |  |  |  |  |  |  |  |  |  |  |  |  |  |
|  | 14. Еццо, пфальцграф Лотарингії                              |  |  |  |  |  |  |  |  |  |  |  |  |  |  |  |
|  |                                                              |  |  |  |  |  |  |  |  |  |  |  |  |  |  |  |
|  |                                                              |  |  |  |  |  |  |  |  |  |  |  |  |  |  |  |
|  | 7. Рикса Лотаринзька                                         |  |  |  |  |  |  |  |  |  |  |  |  |  |  |  |
|  |                                                              |  |  |  |  |  |  |  |  |  |  |  |  |  |  |  |
|  |                                                              |  |  |  |  |  |  |  |  |  |  |  |  |  |  |  |
|  | 15. Матильда Лотаринзька, прицеса Священної Римської імперії |  |  |  |  |  |  |  |  |  |  |  |  |  |  |  |
|  |                                                              |  |  |  |  |  |  |  |  |  |  |  |  |  |  |  |
|  |                                                              |  |  |  |  |  |  |  |  |  |  |  |  |  |  |  |

## Вшанування пам'яті
У 1997 році у місті Любеч був відкритий Пам'ятник Любецькому з'їзду князів. Серед осіб на пам'ятнику зокрема зображений Святополк Ізяславич.